# Živé.sk
Živé.sk – słowacki dziennik internetowy poświęcony technice i cyfrowemu stylowi życia. Publikuje artykuły na temat wydarzeń ze słowackiego i zagranicznego świata techniki.
Dziennik został założony w 1999 roku. Jego właścicielem jest grupa medialna Ringier Axel Springer Slovakia.
Według stanu na 2020 rok funkcję redaktora naczelnego pełni Filip Hanker. W ciągu miesiąca stronę odwiedza prawie 600 tys. realnych użytkowników (według danych IABmonitor).
Podobną nazwę nosi czeski serwis Živě.cz, należący do grupy medialnej Czech News Center.